# Daniel Thomas Barry
Daniel Thomas Barry (* 30. Dezember 1953 in Norwalk, Connecticut) ist ein ehemaliger US-amerikanischer Astronaut der NASA. Er war außerdem ein Kandidat bei Survivor: Exile Island, einer Reality-Show von CBS. Er ist verheiratet und hat zwei Kinder.
Barry graduierte im Jahre 1971 von der Bolton High School in Alexandria (Louisiana) und schrieb sich an der Cornell University zum Studiengang Elektrotechnik ein, den er 1975 mit einem Bachelor als Diplomingenieur abschloss. 1977 erhielt er einen Master als Elektroingenieur sowie einen Master in Informatik von der Princeton University, wo drei Jahre später in den gleichen Fächern promovierte. 1982 promovierte er außerdem in Medizin an der University of Miami.
Einer Weiterbildung in Rehabilitationsmedizin an der University of Michigan folgte ab 1985 eine Stelle als Assistenzprofessor am dortigen Department of Physical Medicine and Rehabilitation, wo er im Bereich Biotechnologie tätig war. Sein Forschungsgebiet war die Übertragung biologischer Signale, darunter Signalprozesstheorie, deren Algorithmen und die Anwendung auf spezifische biologische Problemstellungen. Barry besitzt fünf Patente, hat über 30 Artikel in Wissenschaftspublikationen veröffentlicht und war Redaktionsmitglied zweier Journale.

## NASA-Auswahl
Barry wurde unter 2.054 Bewerbern von der NASA ausgewählt und im März 1992 für die 14. Astronauten-Ausbildungsgruppe vorgestellt. Nach einjährigem Training schloss er die Ausbildung als Missionsspezialist für Space-Shuttle-Besatzungen ab. In seiner Zeit bei der NASA arbeitete er hauptsächlich an der Entwicklung der Shuttle-Nutzlasten und im Shuttle Avionics Integration Laboratory (SAIL). Er war Ombudsmann der Klinik für Flugtauglichkeit und Board Mitglied des NASA Space Biomedical Research Institute (NSBRI).

### Raumflüge
| Nr. | Mission | Funktion           | Flugdatum                    | Flugdauer [dd:hh:mm] |
| --- | ------- | ------------------ | ---------------------------- | -------------------- |
| 1   | STS-72  | Missionsspezialist | 11. Januar – 20. Januar 1996 | 8:22:01              |
| 2   | STS-96  | Missionsspezialist | 27. Mai – 6. Juni 1999       | 9:19:13              |
| 3   | STS-105 | Missionsspezialist | 10. August – 22. August 2001 | 11:21:13             |

### EVA
| Nr. | Datum           | Zusammen mit | Dauer [hh:mm] | Mission |
| --- | --------------- | ------------ | ------------- | ------- |
| 1   | 15. Januar 1996 | L. Chiao     | 6:09          | STS-72  |
| 2   | 30. Mai 1999    | T. Jernigan  | 7:55          | STS-96  |
| 3   | 16. August 2001 | P. Forrester | 6:16          | STS-105 |
| 4   | 18. August 2001 | P. Forrester | 5:29          | STS-105 |

## Auszeichnungen
- 1971: McMullen Engineering Award
- 1979: NSF National Needs Fellow
- 1984: Young Investigator Award der American Association of Electrodiagnostic Medicine
- 1985–1990: Clinical Investigator Development Award des National Institutes of Health
- 1990: Silver Crutch Award (Silberner Krückstock) der Universität Michigan als hervorragender Lehrer für Physical Medicine & Rehabilitation
- 1996: NASA Space Flight Medal
- 1996: Ehrendoktorwürde der Universität St. Louis.